# تیم ملی والیبال مردان هنگ کنگ
تیم ملی والیبال مردان هنگ کنگ تیم ملی والیبال مردان کشور هنگ کنگ، نماینده و زیر نظر منطقه ویژه اداری چین (که تا سال ۱۹۹۷ سابقاً مستعمره انگلیس بود) در مسابقات بین‌المللی و دوستانه می‌باشد.